# Stefan Henze
Stefan Henze (Halle, 3 de maio de 1981 — Rio de Janeiro, 15 de agosto de 2016) foi um canoísta alemão de slalom.
Foi vencedor da medalha de prata em slalom C-2 em Atenas 2004, junto com o seu colega de equipa Marcus Becker.
Em 12 de agosto de 2016, sofreu um acidente de trânsito na cidade do Rio de Janeiro, durante os Jogos Olímpicos do qual participava como técnico. Foi internado, mas morreu após três dias. A família do técnico autorizou a doação de órgãos dele no Brasil.